# Zasłonak trójbarwny

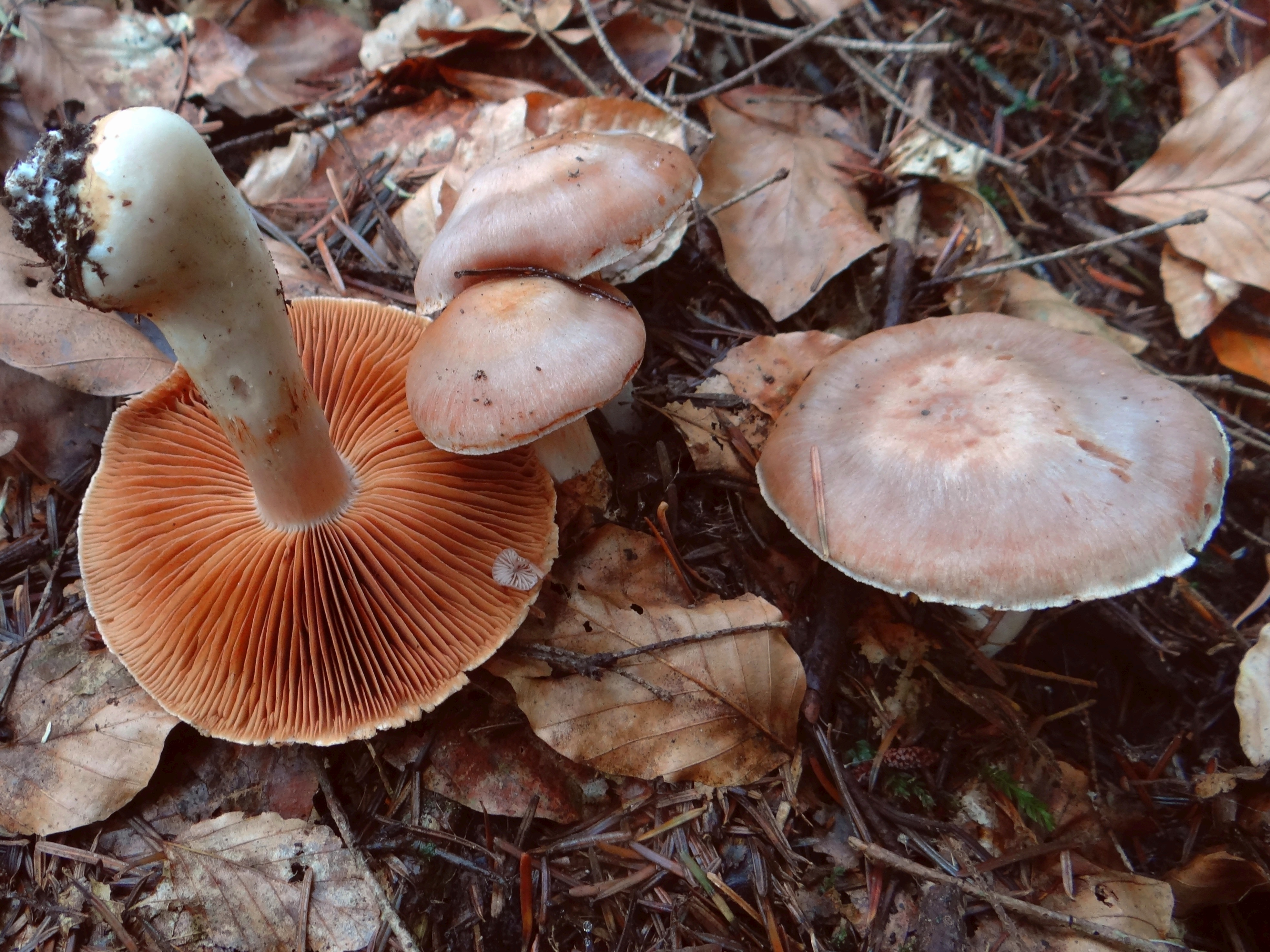

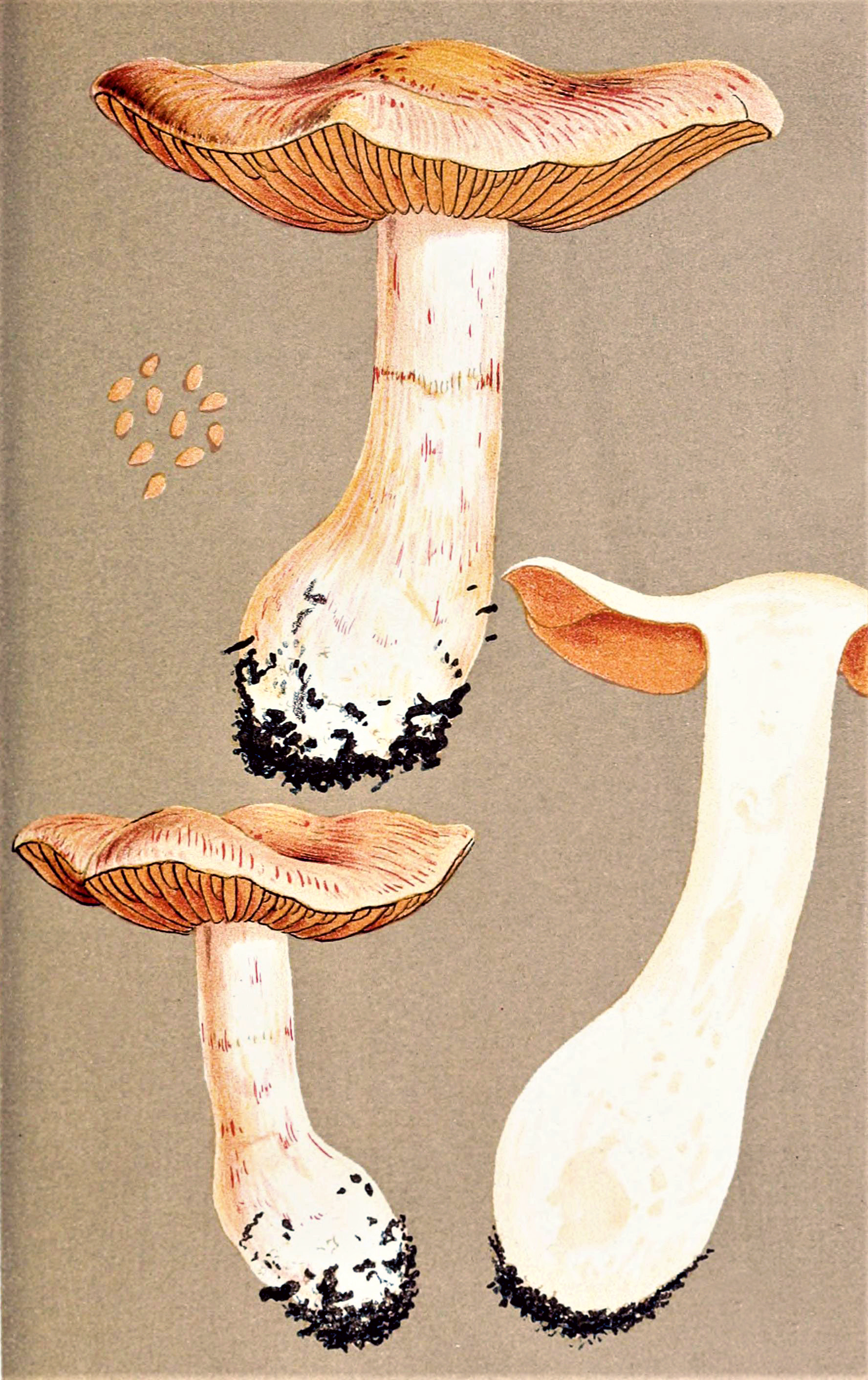

Zasłonak trójbarwny (Cortinarius triformis Fr.) – gatunek grzybów należący do rodziny zasłonakowatych (Cortinariaceae).

## Systematyka i nazewnictwo
Pozycja w klasyfikacji według Index Fungorum: Cortinarius, Cortinariaceae, Agaricales, Agaricomycetidae, Agaricomycetes, Agaricomycotina, Basidiomycota, Fungi.
Po raz pierwszy opisał go w 1838 r. Elias Fries i nadana przez niego nazwa jest aktualna. Synonimy:
- Cortinarius triformis var. schaefferi Fr. 1863,
- Gomphos triformis (Fr.) Kuntze 1891,
- Hydrocybe triformis (Fr.) M.M. Moser 1953,
- Telamonia triformis (Fr.) A. Blytt 1905.

Andrzej Nespiak w 1981 r. podał polską nazwę zasłonak trójkrotny, Władysław Wojewoda w 2003 r. zmienił ją na zasłonak trójbarwny

## Morfologia
Kapelusz
Średnica 4–8 cm, w młodym wieku półkulisty do stożkowego, później wypukły do płaskiego i zwykle falisty, z tępym garbkiem lub nieco wklęsły. Powierzchnia gładka, matowa, silnie higrofaniczna, w stanie wilgotnym silnie rdzawobrązowa do czerwonobrązowej, w stanie suchym ochrowożółta do ochrowobrązowej. Brzeg długo z resztkami białej osłony.
Blaszki
46–56 pełnych blaszek i międzyblaszki (l = 1–3), szeroko przyrośnięte, szerokie, początkowo jasnoochrowe, później ochrowobrązowe do rdzawobrązowych. Krawędzie blaszek gładkie lub delikatnie ząbkowane.
Trzon
Wysokość 4,5–7 (–8) cm, grubość 0,8–1 cm, maczugowaty lub bulwiasty, elastyczny, bulwa o średnicy 2–3 cm. Powierzchnia w młodym wieku pokryta na całej długości białą osłoną, później brązowieje i czasami tworzy się zanikający pierścień lub zanikające pasma osłony.
Miąższ
W stanie suchym biały, w stanie wilgotnym szarobrązowy, rzadki, o słabym zapachu i łagodnym smaku.
Gatunki podobne
Charakterystyczne cechy zasłonaka trójbarwnego to silnie higrofaniczny, pofalowany kapelusz, w stanie wilgotnym często silnie czerwonawo-brązowy, zaś po wyschnięciu o barwie od bladożółtej do ochrowożółtej. Brzeg długo pozostaje biały, co nadaje grzybowi trójkolorowy wygląd podczas wysychania (i stąd gatunkowa nazwa).

## Występowanie i siedlisko
Znane jest występowanie Cortinarius triformis w Europie, Azji i w jednym rejonie Ameryki Północnej. W Polsce do 2003 r. znane było tylko jedno stanowisko podane przez A. Nespiaka w 1981 r. w Trzebnicy. Znajduje się na Czerwonej liście roślin i grzybów Polski. Ma status E – gatunek wymierający, którego przeżycie jest mało prawdopodobne, jeśli nadal będą działać czynniki zagrożenia.
Naziemny grzyb mykoryzowy. Występuje w lasach liściastych i iglastych, zwykle grupkami.